# にひまなび
『にひまなび』は、賀茂真淵が国学・歌論について記した書。全1巻。新学とも表記される。
1765年（明和2年）に成立したが、刊行は没後の1800年（寛政12年）のことである。和歌を「国ぶり」のあらわれとし、和歌の研究と古代の研究を表裏一体として捉える立場から、『万葉集』の「ますらおぶり」と『古今和歌集』の「たおやめぶり」を比較し、更に『古事記』や『日本書紀』、『続日本紀』宣命や『延喜式』祝詞、令律を読む必要性を説き、更に柿本人麻呂・山部赤人・源実朝の和歌についても論じるなど、真淵の国学や歌論・古道に対する基本的な考え方が示されている。刊行後、香川景樹が『新学異見』を出して批判するなど、同書を巡って賛否が繰り広げられた。